# Hodinový stroj

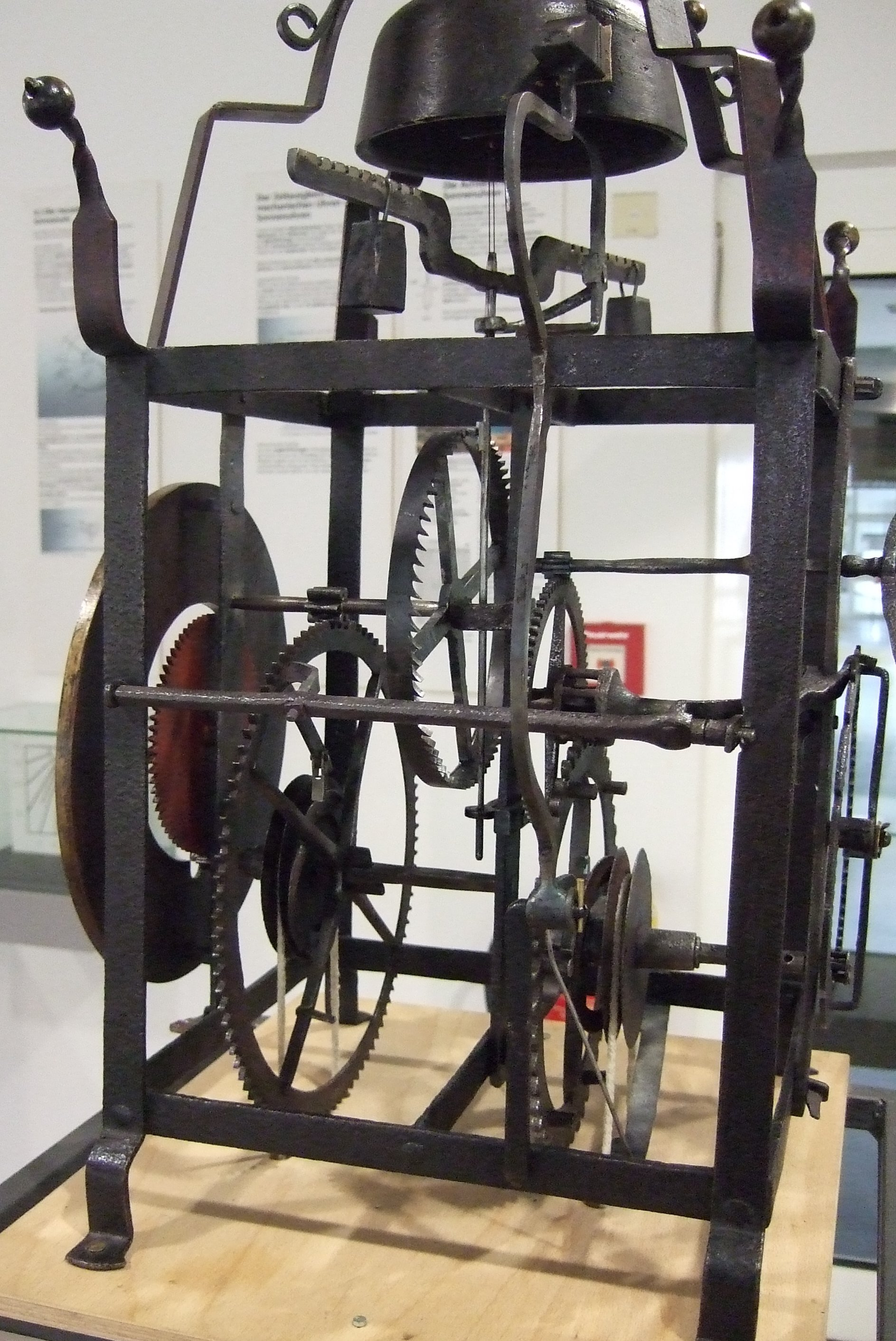
Stroj věžních hodin s lihýřem a jednoduchým bitím

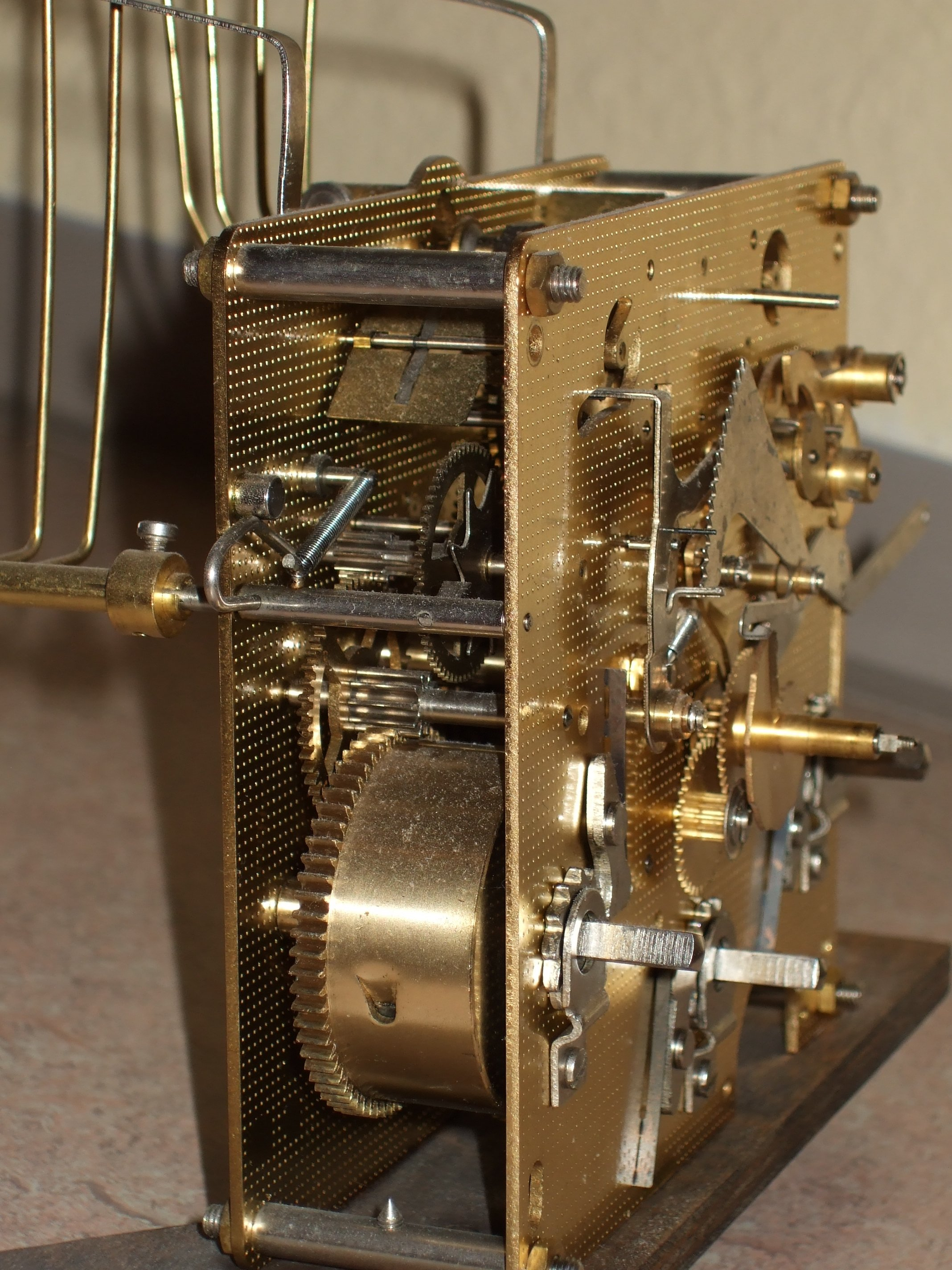
Stroj stolních hodin s pérovníkem a čtvrťovým bitím

Hodinový stroj je vnitřní zařízení větších mechanických hodin, u hodinek se mluví o strojku nebo kalibru.

## Funkce
Hodinový stroj tvoří zdroj energie (závaží, pružina), soustava ozubených převodů a regulátor, obvykle kyvadlo. Regulátor, který určuje chod hodin, je se soustavou převodů spojen krokem, který na jedné straně propouští při každém kyvu jeden zub stoupacího kola, na druhé straně udílí kyvadlu mechanický impulz.

## Konstrukce
Hodinový stroj bývá umístěn mezi dvě desky, v nichž jsou umístěna ložiska pro hřídele ozubených kol, kroku a pérovníku nebo bubnu, na němž je navinuto lanko (řetěz) se závažím. U starších hodinových strojů, u nichž nejsou tyto hřídele rovnoběžné, jsou čepy hřídele stoupacího kola a lihýře umístěny na samostatných můstcích. Na hřídeli minutového kola je přes třecí spojku nasazena minutová ručka a převod k hodinové ručce, aby se údaj hodin na ciferníku dal ručně nastavovat. Natahovací zařízení je buďto ruční (klíčem, klikou), u věžních hodin může mít i elektrický pohon.

## Doplňující zařízení
Údaj času je zobrazován na ciferníku, u věžních hodin bývá ciferníků několik a jsou se strojem spojeny vedením s kloubovými nebo ozubenými úhlovými převody. Hodinové stroje často obsahují také bicí zařízení, které odbíjí hodiny, případně i čtvrti, a podobným způsobem může hodinový stroj spouštět i další pohyblivá zařízení jako například na Staroměstském orloji.

## Jiná použití
Hodinové stroje a menší strojky se používají i u jiných zařízení, kde je třeba regulovat rychlost pohybu, jako jsou hudební hrací stroje, hračky, mechanické zapisovače a časovače.